# Kepler-36c
Kepler-36c es un exoplaneta que orbita a la estrella Kepler-36. Fue descubierto por el Telescopio Espacial Kepler en 2012.
Durante su máximo acercamiento, Kepler-36b y Kepler-36c se encuentran solo 0,013 UA (menos de 2 000 000 km) entre sí, lo que provoca variaciones de tránsito temporales extremas entre ambos planetas. Las variaciones de tránsitos causados por Kepler-36c son lo suficientemente fuertes para poner limitaciones estrechas en la masa de Kepler-36b.

## Enlaces extaernos
- “Validation of Kepler's Multiple Planet Candidates. II: Refined Statistical Framework and Descriptions of Systems of Special Interest” by Jack J. Lissauer, et al. NASA Ames Research Center, Moffett Field, CA 94035, USA
- “Validation of Kepler's Multiple Planet Candidates. III: Light Curve Analysis & Announcement of Hundreds of New Multi-planet Systems” by Jason F. Rowe, et al. NASA Ames Research Center, Moffett Field, CA 94035 and SETI Institute, Mountain View, CA 94043, USA

- Datos: Q3195385